# Vitinho (ur. październik 1993)
Vitinho, właśc. Victor Vinícius Coelho dos Santos (ur. 9 października 1993 w Rio de Janeiro) – brazylijski piłkarz występujący na pozycji napastnika w saudyjskim klubie Ettifaq FC. Wychowanek Botafogo, w swojej karierze grał także w CSKA Moskwa i Internacionalu.